# 春奈るな
春奈 るな（はるな るな、1991年10月11日 - ）は、日本の女性歌手、ファッションモデル。東京都出身。所属事務所はスペースクラフト・プロデュース（2022年8月15日まで）を経てフリー。 2023年9月1日よりHIGHWAY STARと業務提携。所属レコードレーベルはHS Record（2024年 - ）。

## 略歴
1996年
- 5歳の時に、アニメ『美少女戦士セーラームーン』の楽曲『乙女のポリシー』がきっかけで歌手になることを志す[6]。
- e-karaで、『乙女のポリシー』、『マジンガーZ』、『残酷な天使のテーゼ』など[7] を歌う。

2004年
- ボイストレーニングに通う。声の出し方やテクニックを学び、歌手としての土台を作った[7]。

2006年
- 中学校3年生のときにインターネットラジオ『レンタルマギカ』の主題歌担当に抜擢され、これを機に本格的にボイストレーニングに取り組む[8]。

2008年
- 表参道でスナップ隊に声をかけられたことがきっかけとなり[9]、高校2年生のときにファッション雑誌『KERA』のスナップページで読者モデル[2] として掲載される。A9 (バンド) 当時のアリス九號にはまっていたため、服装はバンギャチック[7]。

2009年
- 『KERA』の登場回数が増え、ファッションの幅が広がった[7]。

2010年
- 第4回全日本アニソングランプリに伊藤彩名義で出場し、ファイナリストとなる[6][10]。

2011年
- 『KERA』の企画である「マリアンヌ学園」に、超運動音痴のるな子役で登場した[7]。
- 本格的に歌手活動を開始した[1]。

2012年
- 5月2日 「空は高く風は歌う」でメジャー・デビュー[11]。表題曲はテレビアニメ『Fate/Zero』2ndシーズンエンディングテーマに起用された[12]。
- 5月3日、5月4日 「マチ★アソビ Vol.8」場所：徳島・ボードウォーク特設ステージ（最初のライブ参加）
- 7月16日 『KERA』の表紙をAKIRA (ファッションモデル)、AKIRA、ゆらと共に飾る[7]。
- ディスコグラフィ：シングル2件、ライブ・イベント10件

2013年
- 3月29日 - 3月31日 「サクラコン」場所：アメリカ合衆国シアトル（Washington State Convention Center）（最初の海外ライブ参加）
- 8月21日 ファーストアルバム「OVERSKY」リリース(CD)[13]なお、「Overfly」は、「ソードアート・オンライン」の第2期エンディングに採用された[14]。
- 10月9日 春奈るなファーストライブ"OVERSKY"場所：shibuya duo MUSIC EXCHANGE（最初のワンマンライブ）
- ディスコグラフィ：シングル3件、アルバム1件、海外公演3件、ライブ・イベント7件

2014年
- 5月2日 初の配信限定シングル「るなティックワード」リリース[13]
- ディスコグラフィ：シングル1件、限定シングル1件、海外公演4件、ライブ・イベント8件

2015年
- 11月ごろ『おそ松さん』一松ガールになる[7]。
- ディスコグラフィ：シングル1件、アルバム2件、海外公演3件、ライブ・イベント8件

2016年
- 7月30日 「Luna Haruna Mini Live in Hong Kong 2016」場所：香港（Music Zone @ E-Max）（最初の海外ワンマンライブ）
- 9月1日 ウェディングドレス「LUNAMARIA」レンタル開始[15][16]
- ディスコグラフィ：シングル2件、海外公演6件、ライブ・イベント8件

2017年
- 5月18日 ウェディングドレス「LUNAMARIA」第2弾発表[17]
- 7月12日 新公式ファンクラブ「L-67るな充☆ステーション」発足[18]
- 10月4日 テレビアニメ『URAHARA』の須藤りと役で声優初挑戦[19][20]
- 12月9日 ウェディングドレス「LUNAMARIA」第3弾発表[21]
- ディスコグラフィ：シングル2件、アルバム2件、海外公演8件、ライブ・イベント20件

2018年
- 1月2日 - 1月30日「TS ONE UNITED」1月のパーソナリティ (毎週火曜日 22:00 - 23:00)[22]
- 12月11日 ウェディングドレス「LUNAMARIA」第4弾発表[23]
- ディスコグラフィ：シングル1件、限定シングル1件、アルバム1件、海外公演7件、ライブ・イベント15件

2019年
- 10月11日 ウェディングドレス「LUNAMARIA」第5弾発表[24]
- ディスコグラフィ：EP１件，限定シングル2件、海外公演4件、ライブ・イベント6件

2020年
- 2月27日 ファースト写真集『春奈るな1stフォトブック LUNA』 発売[25]
- 8月1日 YouTube Channel「るな氏のガチ充チャンネル」開設[26]
- 9月18日 「電書の森2020」イメージキャラクター就任，「電書の森2020期間限定特別BOOK」，「春奈るな　Luna in Wonderland」発行 [27]
- ディスコグラフィ：シングル1件、海外オンラインイベント1件、ライブ・イベント7件

2021年
- 2月4日 アニソンシンガー賞 受賞(WEIBO Account Festival in Tokyo 2020) [28]
- 6月7日 ウェディングドレス「LUNAMARIA」第6弾発表[29]
- 9月末 9年4か月間在籍してきたSACRA MUSICとのマネジメント・レーベル契約を終了
- ディスコグラフィ：配信ベストアルバム1件、海外オンラインイベント1件、ライブ・イベント7件

2022年
- 6月7日 コラボ痛バッグ「OSHI TO DATE」発表 [30]
- 6月30日 ウェディングドレス「LUNAMARIA」第7弾発表 [31]
- 8月15日 所属事務所スペースクラフトを退社[4]
- ディスコグラフィ：配信シングル1件、ライブ・イベント7件

2023年
- 9月1日 HIGHWAY STARと業務提携開始 [32]
- 11月8日 ウェディングドレス「LUNAMARIA」第8弾発表[33]
- 海外公演3件、ライブ・イベント7件

2024年
- 7月31日 業務提携中の芸能事務所HIGHWAY STARの親会社・株式会社Earkthが運営するレコードレーベル『HS Record』から、2年ぶりとなる新曲「鏡面の彗星」を配信リリース[5]。
- 10月11日 配信シングル「幽幻廻廊」をリリース[34]。また17日には「幽幻廻廊」を主軸にしたワンマンライブ『HARUNA LUNA 3 RELEASE LIVE 2024-2025 “幽幻廻廊”』を東京・代官山SPACE ODDにて開催した[35]。

2025年
- 1月29日、配信シングル「謳歌せよ人生」をリリース[36]。
- 5月2日、配信シングル「raison d’etre」をリリース[37]。また4日には、ワンマンライブ『OSHI TO DATE presents HARUNA LUNA LIVE 2025 “raison d’etre”』を東京キネマ倶楽部で開催した[38]。

## 人物

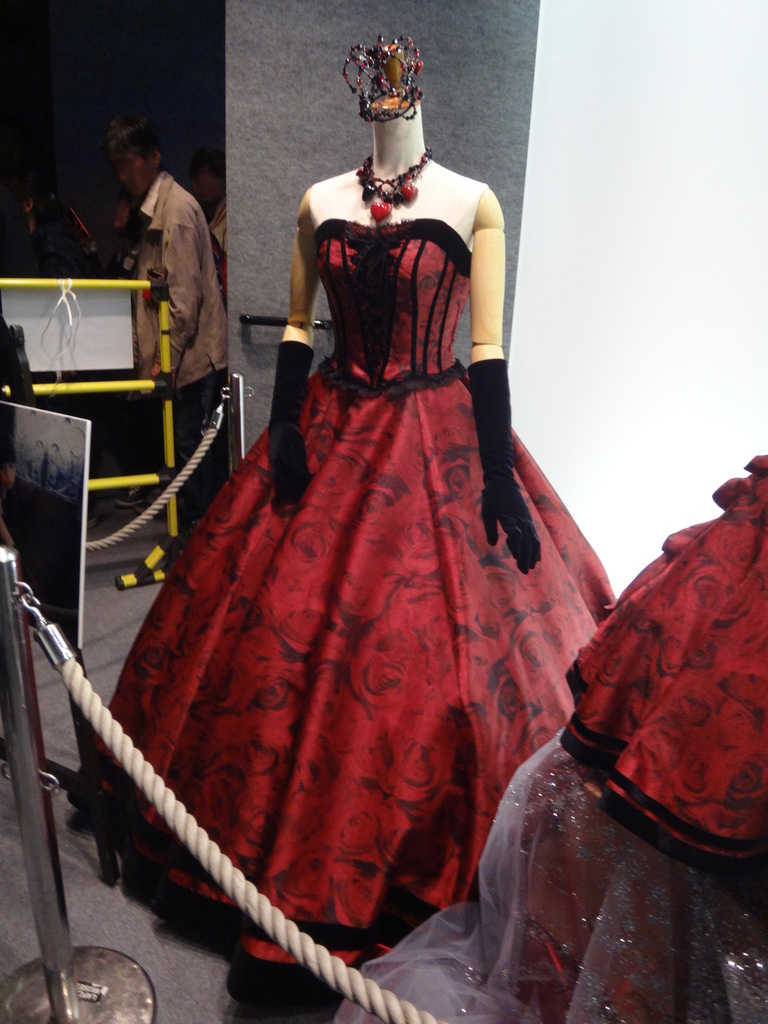
春奈るなプロデュースのウエディングドレスLUNAMARIA（QUEEN OF HEART）

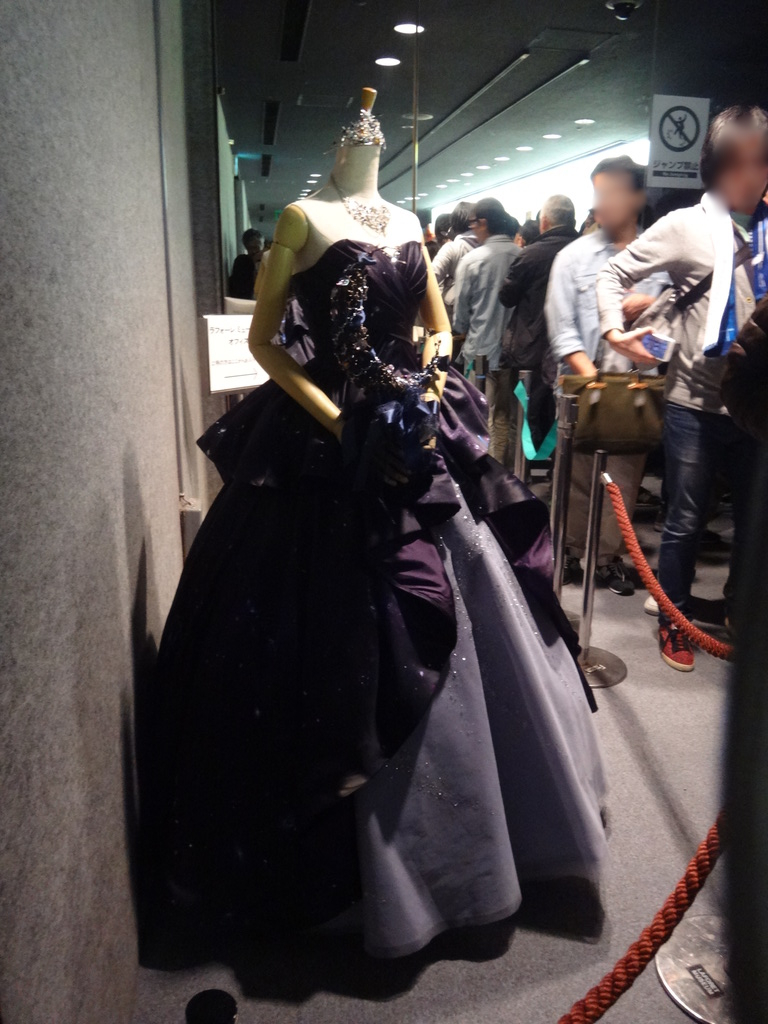
春奈るなプロデュースのウエディングドレスLUNAMARIA（METER OF LUNA）

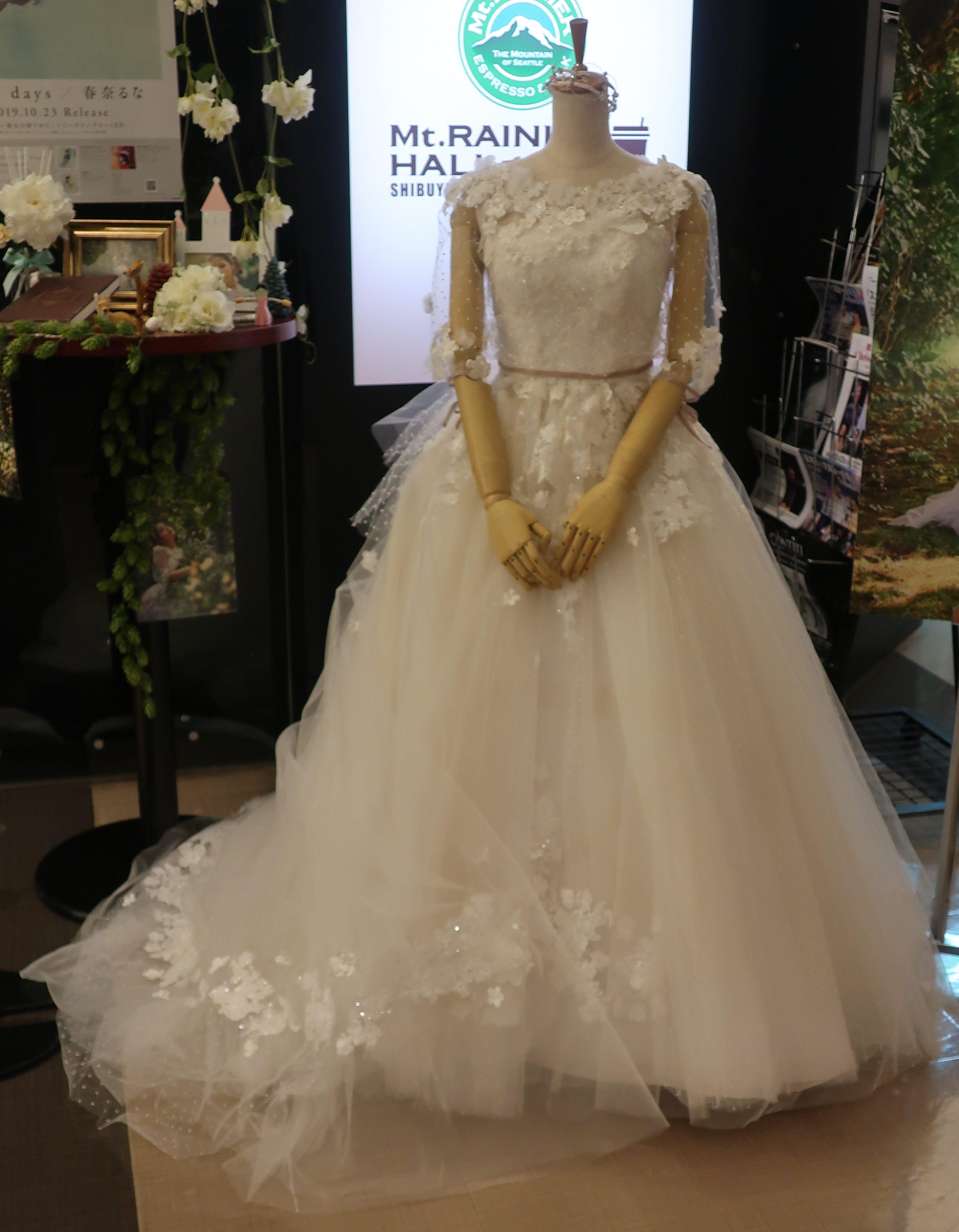
春奈るなプロデュースのウエディングドレスLUNAMARIA 第5弾（花の妖精）

小学校6年生のときに『神風怪盗ジャンヌ』を観てアニメを楽しみ始め、以降アニメと漫画を好み、『機動戦士ガンダムSEED』、『イナズマイレブン』シリーズの愛好家としても知られる。『おそ松さん』の四男である一松を愛してやまない。
普段からロリータ・ファッションを好んで着用している。中学校1年生のときにゴスロリ系の漫画キャラクターに熱中したことをきっかけに洋服の収集を始め、ロリータ・ファッションを好むことから読者モデルになった。『KERA』で妹系読者モデルとして人気を博し、マルイのタイアップモデルを務める。ウエディングドレス「LUNAMARIA」をデザインし、サンセルモグループからレンタルしている。
身長は148センチメートル で、愛称は「るなるな」、「るなるー」、「るな氏」、「るーたん」 などがある。春奈るなのファンは「るな充」と呼ばれ、春奈るなによって充実する意味である。
アルパカのぬいぐるみ「みなみ」を相棒としている。「みなみ」の名称はイナズマイレブンGOのキャラクター「三波十次」から拝借したと公式Twitterにて明かされた。https://x.com/luna_galaxy/status/660613443674767360

## ディスコグラフィ

### シングル
|            | 発売日         | MV   | タイトル              | 規格品番    | 規格品番                          | 規格品番     | 規格品番    | オリコン 最高位 |
| 完全限定盤 | 発売日         | MV   | タイトル              | 初回限定盤  | 通常盤                            | 期間限定盤   |             | オリコン 最高位 |
| ---------- | -------------- | ---- | --------------------- | ----------- | --------------------------------- | ------------ | ----------- | --------------- |
| 1st        | 2012年5月2日   | Play | 空は高く風は歌う      |             | SECL-1126/7（A） SECL-1128/9（B） | SECL-1130    | SECL-1131/2 | 13位            |
| 2nd        | 2012年11月28日 | Play | Overfly               | SECL-1220/1 | SECL-1222                         | SECL-1223/4  | 7位         |                 |
| 3rd        | 2013年5月15日  | Play | 君がくれた世界        | SECL-1311/2 | SECL-1313                         |              | 56位        |                 |
| 4th        | 2013年7月24日  | Play | アイヲウタエ          | SECL-1356/7 | SECL-1358                         | SECL-1359/60 | 13位        |                 |
| 5th        | 2013年12月11日 | Play | snowdrop              |             | SECL-1443                         | SECL-1444/5  | 14位        |                 |
| 6th        | 2014年8月20日  | Play | Startear              | SECL-1557/8 | SECL-1559                         | SECL-1560/1  | 13位        |                 |
| 7th        | 2015年1月28日  | Play | 君色シグナル          | SECL-1632/3 | SECL-1634                         | SECL-1635/6  | 21位        |                 |
| 8th        | 2016年5月25日  | Play | Ripple Effect         | SECL-1905/6 | SECL-1907                         | SECL-1908/9  | 27位        |                 |
| 9th        | 2016年10月12日 | Play | Windia                | SECL-1991/2 | SECL-1993/4                       | SECL-1995    | SECL-1996/7 | 24位            |
| 10th       | 2017年5月3日   | Play | ステラブリーズ        |             | VVCL-1014/5                       | VVCL-1016    | VVCL-1017/8 | 22位            |
| 11th       | 2017年11月8日  | Play | KIRAMEKI☆ライフライン | VVCL-1118/9 | VVCL-1120                         | VVCL-1121/2  | 44位        |                 |
| 12th       | 2018年8月22日  | Play | 桃色タイフーン        | VVCL-1276/7 | VVCL-1278/9                       | VVCL-1280    | VVCL-1281/2 | 34位            |
| 13th       | 2020年3月18日  | Play | PEACE!!!              |             | VVCL-1620/1                       | VVCL-1622    | VVCL-1623/4 | 37位            |

#### 限定シングル
| 発売日         | MV   | タイトル               | 販売形態               |
| -------------- | ---- | ---------------------- | ---------------------- |
| 2014年5月2日   |      | るなティックワード     | デジタル・ダウンロード |
| 2018年6月7日   | Play | JUSTICE                | デジタル・ダウンロード |
| 2019年6月7日   |      | ルパとアリエス         | デジタル・ダウンロード |
| 2019年8月2日   | Play | 回転木馬               | デジタル・ダウンロード |
| 2020年10月23日 |      | glory days-movie ver.- | デジタル・ダウンロード |
| 2022年5月2日   | Play | BLUE ROSE              | デジタル・ダウンロード |
| 2024年7月31日  |      | 鏡面の彗星             | デジタル・ダウンロード |
| 2024年10月11日 |      | 幽幻廻廊               | デジタル・ダウンロード |
| 2025年1月29日  |      | 謳歌せよ人生           | デジタル・ダウンロード |
| 2025年5月2日   |      | raison d’etre          | デジタル・ダウンロード |

### アルバム
|             | 発売日        | タイトル   | 規格品番    | 規格品番    | 規格品番  | オリコン 最高位 |
| 初回限定盤A | 発売日        | タイトル   | 初回限定盤B | 通常盤      |           | オリコン 最高位 |
| ----------- | ------------- | ---------- | ----------- | ----------- | --------- | --------------- |
| 1st         | 2013年8月21日 | OVERSKY    | SECL-1376/7 | SECL-1378/9 | SECL-1380 | 16位            |
| 2nd         | 2015年3月25日 | Candy Lips | SECL-1664/5 | SECL-1666/7 | SECL-1668 | 21位            |
| 3rd         | 2017年6月21日 | LUNARIUM   | VVCL-1056/7 | VVCL-1058/9 | VVCL-1060 | 27位            |

|            | 発売日         | タイトル   | 規格品番                        | 規格品番       | 規格品番    | オリコン 最高位 |
| 初回限定盤 | 発売日         | タイトル   | 通常盤                          | 期間生産限定盤 |             | オリコン 最高位 |
| ---------- | -------------- | ---------- | ------------------------------- | -------------- | ----------- | --------------- |
| 1st        | 2015年11月11日 | Dreamer    | SECL-1806/7 (A) SECL-1808/9 (B) | SECL-1810      |             | 28位            |
| 2nd        | 2017年2月22日  | S×W EP     | SECL-2113/4                     | SECL-2115      |             | 46位            |
| 3rd        | 2019年10月23日 | glory days | VVCL-1530/1                     | VVCL-1532      | VVCL-1533/4 | 15位            |

|            | 発売日        | タイトル   | 規格品番     | 規格品番     | 規格品番  | オリコン 最高位 |
| 完全限定盤 | 発売日        | タイトル   | 初回限定盤   | 通常盤       |           | オリコン 最高位 |
| ---------- | ------------- | ---------- | ------------ | ------------ | --------- | --------------- |
| 1st        | 2018年11月7日 | LUNA JOULE | VVCL-1341〜4 | VVCL-1345〜7 | VVCL-1348 | 33位            |

#### 配信ベストアルバム
| 発売日        | タイトル                   | 販売形態               |
| ------------- | -------------------------- | ---------------------- |
| 2021年7月21日 | HARUNA LUNA BEST 2012-2020 | デジタル・ダウンロード |

### タイアップ曲
| 楽曲                        | タイアップ | 時期                 |
| --------------------------- | --- | -------------------- |
| キミノテ                    | Webラジオ『ラジオ・レンタルマギカ〜魔法使い、しゃべります！〜』主題歌 | 2006年（伊藤彩名義） |
| WakeUp！運命！？            | Webラジオ『ラジオ・レンタルマギカ〜魔法使い、しゃべります！〜』主題歌 | 2006年（伊藤彩名義） |
| 空は高く風は歌う            | テレビアニメ『Fate/Zero』2ndシーズンエンディングテーマ | 2012年               |
| Overfly                     | テレビアニメ『ソードアート・オンライン』フェアリィ・ダンス編エンディングテーマ | 2012年               |
| 君がくれた世界              | 日本テレビ『ミュージックドラゴン』2013年5月度エンディングテーマ | 2013年               |
| アイヲウタエ                | テレビアニメ『〈物語〉シリーズ セカンドシーズン』「猫物語（白）」「傾物語」エンディングテーマ | 2013年               |
| snowdrop                    | テレビアニメ『〈物語〉シリーズ セカンドシーズン』「恋物語」エンディングテーマ | 2013年               |
| TRUE STORY                  | PS3・PS Vitaゲーム『AKIBA'S TRIP2』主題歌 | 2013年               |
| るなティックワード          | モバイルファンクラブ「るなティックプラネット」テーマソング | 2014年               |
| Startear                    | テレビアニメ『ソードアート・オンラインII』ファントム・バレット編エンディングテーマ | 2014年               |
| 君色シグナル                | テレビアニメ『冴えない彼女の育てかた』オープニングテーマ | 2015年               |
| 夜の虹を越えて              | PS3・PS Vitaゲーム『ソードアート・オンライン -ロスト・ソング-』エンディングテーマ | 2015年               |
| Ripple Effect               | テレビアニメ『ハイスクール・フリート』エンディングテーマ | 2016年               |
| Windia                      | PS4・PS Vitaゲーム『ソードアート・オンライン -ホロウ・リアリゼーション-』オープニングテーマ | 2016年               |
| S×W -soul world-            | PS4・PS Vitaゲーム『アクセル・ワールド VS ソードアート・オンライン 千年の黄昏』主題歌 | 2017年               |
| ステラブリーズ              | テレビアニメ『冴えない彼女の育てかた♭』オープニングテーマ | 2017年               |
| KIRAMEKI☆ライフライン       | テレビアニメ『URAHARA』エンディングテーマ | 2017年               |
| JUSTICE                     | PS4・PS Vitaゲーム『Fate/EXTELLA LINK』オープニングテーマ | 2018年               |
| 桃色タイフーン              | テレビアニメ『ゆらぎ荘の幽奈さん』オープニングテーマ | 2018年               |
| glory days                  | 劇場アニメ『冴えない彼女の育てかた Fine』主題歌 | 2019年               |
| PEACE!!!                    | テレビアニメ『パズドラ』エンディングテーマ | 2020年               |
| BLUE ROSE                   | スマホゲーム『メメントモリ』のキャラクター「コルディ」のラメント（キャラクター専用曲） | 2022年               |
| だってプリンセスだもん！    | スマフォアプリゲーム『ユアマジェスティ』イメージソング（作詞・作曲：Mitchie M，編曲：xaki，歌唱：アディ（Singer：Ilie），ルル（Singer：春奈るな），アンジュー（Singer：門山葉子））                           | 2022年               |
| 永遠の物語（とわのてーる）  | Nintendo Switch／PS5／PS4ゲーム『フェアリーフェンサー エフ Refrain Chord』（歌姫フルールの楽曲） | 2022年               |
| ふたりの魔法はあんぶらっせ♡ | スマホゲーム『ユアマジェスティ』のキャラクター「ルル」のセイクリッド曲（正義の面にフォーカスした楽曲）（作詞：桑原苑美、作編曲：青柳諒）                                                                      | 2023年               |
| mort d'amour                | スマホゲーム『ユアマジェスティ』のキャラクター「ルル」のタイラント曲（狂気の面にフォーカスした楽曲） （作詞・作曲・編曲：園田健太郎）                                                                         | 2023年               |
| Marry you, Marry me         | スマホゲーム『ユアマジェスティ』の2023.ジューンブライドイメージソング（作詞：園田健太郎、作曲・編曲：三好啓太、動画制作：株式会社イルカ、歌唱：ミコ（Singer：000）、ルル（Singer：春奈るな））                | 2023年               |
| ユリアザミ                  | スマホゲーム『メメントモリ』のキャラクター「コルディ」のラメント（キャラクター専用曲）（編曲：坂本マニ真二郎、三味線：ヘットフィールド師匠、和太鼓：KYO、尺八：Cheri、Gt.：やまも、Bass：むゆるん、Mix：YAB） | 2023年               |
| Step Right Up               | スマホゲーム『メメントモリ』のキャラクター「コルディ」のラメント（キャラクター専用曲） | 2025年               |

### カバー曲
- 如月アテンション - テレビアニメ『メカクシティアクターズ』挿入歌

### 参加作品
- webラジ voice theater 「レンタルマギカ 魔法使いの宴」（2006年8月2日発売）
  - インターネットラジオ『ラジオ・レンタルマギカ〜魔法使い、しゃべります!』の主題歌「キミノテ」（伊藤彩名義）を収録
- webラジ voice theater 「レンタルマギカ 魔法使いのススメ」（2006年10月4日発売）
  - インターネットラジオ『ラジオ・レンタルマギカ〜魔法使い、しゃべります!』の主題歌「WakeUp! 運命!?」（伊藤彩名義）を収録
- リスアニ!Vol.08付録CD「微熱の月」（2012年1月25日発売）
- 『ケラ!ソン 〜KERA SONGS 13th Anniversary Collection〜』（2012年4月25日発売）
  - ケラ!モデルズのメンバーとして「ファッション・ドール」で参加[59]。
- メメントモリ Lament Collection Vol.1（2023年10月25日発売）
  - ゲーム『メメントモリ』キャラクター専用曲「ユリアザミ」を収録

## 出演

### ラジオ
- 春奈るな るなティックワールド（毎週土曜21:40 - 22:00、ニッポン放送、2016年10月1日 - 2017年3月25日)、(毎週日曜21:30 - 21:50、ニッポン放送、2017年4月2日 - 2017年10月1日))、(毎週土曜20:20 - 20:40、ニッポン放送他5局、2017年10月7日 - 2018年3月31日) [60]、(野球放送がない日曜21:00 - 21:20、ニッポン放送、2018年4月8日 - ))

### テレビアニメ
- URAHARA（2017年、須藤りと[19]）

### 雑誌
- 『KERA』（インデックス・コミュニケーションズ）

### 海外公演
| 公演年 | 公演月日            | タイトル                                                                                            | 開催国           | 都市等                     | 会場                                               | 備考                    |
| ------ | ------------------- | --------------------------------------------------------------------------------------------------- | ---------------- | -------------------------- | -------------------------------------------------- | ----------------------- |
| 2013年 | 3月29日 - 3月31日   | サクラコン                                                                                          | アメリカ合衆国   | シアトル                   | Washington State Convention Center                 | [ 13 ]                  |
| 2013年 | 7月14日             | Taipei special A-LIVE                                                                               | 台湾             | 台北                       | 台北NeoStudio                                      | [ 13 ]                  |
| 2013年 | 12月27日 - 12月29日 | The 6th Macao International Anime Fair                                                              | 中国             | マカオ                     | The Venetian Macao Resort Hotel                    | [ 13 ]                  |
| 2014年 | 6月6日 - 6月8日     | Anime NEXT 2014                                                                                     | アメリカ合衆国   | アトランティック市         | Atlantic City Convention Center                    | [ 13 ]                  |
| 2014年 | 7月18日             | Anison Dream Stage 2014                                                                             | 中国             | 香港                       | Kowloonbay International Trade & Exhibition Centre | [ 13 ]                  |
| 2014年 | 8月1日 - 8月3日     | AnimagiC                                                                                            | ドイツ           | ボン                       | Beethovenhalle Bonn                                | [ 13 ]                  |
| 2014年 | 8月16日 - 8月18日   | AFA14 - Anime Festival Asia Indonesia 2014                                                          | インドネシア     | ジャカルタ                 | Jakarta Convention Center                          | [ 13 ]                  |
| 2015年 | 2月6日 - 2月8日     | C3 in Hong Kong                                                                                     | 中国             | 香港                       | Hong Kong Convention and Exhibiton Centre          | [ 13 ]                  |
| 2015年 | 7月2日 - 7月5日     | Japan Expo 2015                                                                                     | フランス         | パリ                       | Parc des Expositions de Paris-Nord-Villepinte      | [ 13 ]                  |
| 2015年 | 11月7日             | ASCOT (Anime Song Concert Tour) Shanghai 2015                                                       | 中国             | 上海                       | DAGUAN THEATRE                                     | [ 13 ]                  |
| 2016年 | 6月11日、6月12日    | Funan Anime Matsuri                                                                                 | シンガポール     |                            | Funan DigitaLife Mall, Main Atrium, Level 1        | [ 13 ]                  |
| 2016年 | 7月2日              | Japan Super Live                                                                                    | アメリカ合衆国   | ロサンジェルス             | Microsoft Theater                                  | [ 13 ]                  |
| 2016年 | 7月29日             | ACG Hong Kong 2016                                                                                  | 中国             | 香港                       | Hong Kong Convention and Exhibiton Centre          | [ 13 ]                  |
| 2016年 | 7月30日             | Luna Haruna Mini Live in Hong Kong 2016 （ワンマンライブ）                                          | 中国             | 香港                       | Music Zone @ E-Max                                 | [ 13 ]                  |
| 2016年 | 8月19日             | AFATH2016 - Anime Festival Asia Thailand 2016                                                       | タイ王国         | バンコク                   | Siam Paragon                                       | [ 13 ]                  |
| 2016年 | 9月17日、9月18日    | Best of Anime 2016                                                                                  | フィリピン共和国 | マニラ                     | SMX Convention center                              | [ 13 ]                  |
| 2017年 | 2月10日 - 2月12日   | C3 Hong Kong                                                                                        | 中国             | 香港                       | Hong Kong Convention and Exhibiton Centre          | [ 13 ]                  |
| 2017年 | 3月10日             | ANISONG FANTASY LIVE 2017 Vol.1                                                                     | 中国             | 香港                       | Queen Elizabeth Stadium アリーナ                   | [ 13 ]                  |
| 2017年 | 3月18日             | ANISONG FANTASY LIVE 2017 Vol.1                                                                     | シンガポール     |                            | Big Box                                            | [ 13 ]                  |
| 2017年 | 4月7日 - 4月9日     | Kawaii kon 2017                                                                                     | アメリカ合衆国   | ハワイ                     | ハワイ コンベンションセンター                      | [ 13 ]                  |
| 2017年 | 7月15日             | ∞ANISONG PARTY 2017                                                                                 | 中国             | 深圳市                     | A8 LiveHouse                                       | [ 61 ]                  |
| 2017年 | 8月20日             | "C3AFA JAKARTA 2017"で開催の"I Love Anisong" コンサート                                             | インドネシア     | ジャカルタ                 | Jakarta International Expo                         | [ 62 ]                  |
| 2017年 | 9月29日 - 9月30日   | Anime Weekend Atlanta                                                                               | アメリカ合衆国   | アトランタ                 | Renaissance Waverly Hotel & Cobb Galleria          |                         |
| 2017年 | 11月19日            | Animerci 上海动漫音乐节 ALL STAR / A PLATINUM EVENT                                                 | 中国             | 上海                       | 跨国采购会展中心、地址：中江路35号                 | [ 63 ]                  |
| 2018年 | 2月11日             | C3AFA HONG KONG 2018 presents I LOVE ANISONG HONG KONG 2018                                         | 中国             | 香港                       | AsiaWorld-Expo                                     | [ 64 ] [ 65 ]           |
| 2018年 | 3月18日             | Sakura Matsuri: Anime Garden                                                                        | シンガポール     |                            | Supertree Grove, Gardens by the Bay                | [ 66 ] [ 67 ]           |
| 2018年 | 7月7日              | Penang Anime Matsuri – Summer Paradise 2018                                                         | マレーシア       | ペナン島                   | SPICE Convention Center                            | [ 68 ]                  |
| 2018年 | 8月3日              | PlayStation Gaming Festival                                                                         | 台湾             | 台北                       | EXPO Dome, Taipei Expo Park                        | [ 69 ]                  |
| 2018年 | 9月15日 - 9月16日   | Madman Anime Festival – Melbourne 2018 （15日：SAOアリシゼーション ワールドプレミア、16日：ライブ） | オーストラリア   | メルボルン                 | Melbourne Convention & Exhibition Centre           | [ 70 ] [ 71 ]           |
| 2018年 | 10月13日            | ANIME MUSIC LIVE'18 PRESENTADO POR SACRA MUSIC                                                      | メキシコ         | メキシコシティ             | Auditorio Blackberry                               | [ 72 ]                  |
| 2018年 | 10月13日            | Anisong World Matsuri at Anime NYC 2018                                                             | アメリカ合衆国   | ニューヨーク               | New York’s historic Hammerstein Ballroom           | [ 73 ]                  |
| 2019年 | 1月23日             | Lost In Music                                                                                       | アメリカ合衆国   | ニューヨーク               | Sony's LIM NYC pop-up space                        | [ 74 ]                  |
| 2019年 | 6月8日              | I LOVE ANISONG Matsuri Malaysia 2019                                                                | マレーシア       | クアラルンプール           | Quill City Mall                                    | [ 75 ]                  |
| 2019年 | 10月4日             | BILIBILI WORLD上海                                                                                  | 中国             | 上海                       | 上海新国際博覧中心                                 | [ 76 ]                  |
| 2019年 | 11月9日             | リスアニ！LIVE BEIJING                                                                              | 中国             | 北京                       | 中国国際展覧中心（天笠新館）                       | [ 77 ]                  |
| 2020年 | 7月4日              | Funimation Con 2020                                                                                 | アメリカ合衆国   | 英語圏でのストリーミング   | バーチャルコンベンション                           | [ 78 ]                  |
| 2023年 | 6月18日             | PYRKON 2023                                                                                         | ポーランド       | ポズナン                   | Poznan Congress Center                             | [ 79 ]                  |
| 2023年 | 6月23日             | JapaNeuch Festival                                                                                  | スイス           | ヌーシャテル               | Patinoires du Littoral                             | [ 80 ]                  |
| 2023年 | 10月27日-28日       | ANIME FESTIVAL Kassel                                                                               | ドイツ           | カッセル                   | KASSEL KONGRESS PALAIS                             | 2日ともライブを行った。 |
| 2024年 | 2月2日-4日          | AEX Santiago 2024                                                                                   | ペルー           | サンチャゴ                 | QCentro Cultural Estacion Mapocho                  | ライブは2月3日          |
| 2024年 | 4月6日-7日          | JAPAN WEEKEND Barcelona                                                                             | スペイン         | バルセロナ                 | Fira Barcelona                                     | 2日ともライブを行った。 |
| 2024年 | 8月23日-25日        | AniManGaki 2024                                                                                     | マレーシア       | マインズウェルネスシティー | Mines International Exhibition & Convention Centre | ライブは25日            |
| 2024年 | 9月28日-29日        | Mela! Mela! Anime Japan!!                                                                           | インド           | ニューデリー               | Pacific Mall Tagore Garden                         | [ 85 ]                  |
| 2024年 | 11月2日             | HARUNA LUNA Asia Tour 2024 “Corridor in the Mirror” Supported by OSHI TO DATE                       | 韓国             | 弘大                       | musinsa garage                                     | [ 86 ]                  |

### 映画
- フジミ姫〜あるゾンビ少女の災難〜 (2013年上映イベント、Thanks Lab.）- アルマ・V 役[163][164]